# Autostrada A4 (Macedonia Północna)
Autostrada A4 (maced. A4 Автопaт / A4 Avtopat) – jedna z głównych dróg w Macedonii Północnej. Łączy Kosowo ze Skopje, Kumanowem, Petrowcem, Sztipem, Strumicą i granicą z Bułgarią. Do 30 września 2011 roku odcinek Petrowec – Skopje – Kosowo oznaczany był jako autostrada M3.
Długość drogi wynosi 223 km, z czego na długości tylko 52 km posiada parametry autostrady.